# Afonso Alves
Afonso Alves Martins Júnior (* 30. leden 1981 Belo Horizonte) je bývalý brazilský fotbalový útočník a reprezentant. Hráčskou kariéru ukončil v roce 2013.

## Klubová kariéra
S Malmö FF se stal roku 2004 švédským mistrem.
V dresu SC Heerenveen se stal v sezóně 2006/07 nejlepším střelcem nizozemské ligy (s 34 brankami). V roce 2007 se stal i nizozemským fotbalistou roku.

## Reprezentační kariéra
S brazilskou reprezentací vyhrál roku 2007 Mistrovství Jižní Ameriky (Copa América). Celkem odehrál za národní tým 8 utkání a vstřelil 1 branku.

### Reprezentační góly
Góly Afonso Alvese v A-týmu brazilské reprezentace
| Gól | Datum       | Stadion      | Soupeř | Skóre (min.) | Výsledek | Soutěž          |
| --- | ----------- | ------------ | ------ | ------------ | -------- | --------------- |
| 010 | 12. 9. 2007 | Foxboro, USA | Mexiko | 03:10(87.)   | 3:1      | přátelský zápas |